# Peter Nordberg
Peter Nordberg, född 19 september 1969 i Stockholm, är en svensk sångare och låtskrivare bosatt på Södermalm i Stockholm. Efter att ha fullfört Södra Latins musiklinje tillbringade Nordberg några år i södra Europa innan han i mitten av nittiotalet flyttade till Stavanger i Norge. Han återvände till Stockholm 2001.  

## Tidig karriär
Nordberg flyttade till London som 19-åring och blev där sångare i bandet Paddington Complex. Bandet skrev avtal med ett italienskt produktionssällskap och flyttade till Senigallia men nådde inga framgångar vilket förde till att Nordberg återvände till London. När han fem år senare flyttade till Stavanger startade han bandet Mani tillsammans med den norska artisten Ingve Gottschalksen. 1997 släppte MANI en singel som innehöll låtarna Allt eller ingenting & Låt oss stanna här. Den sistnämnda blev senare officiell World Tour beachvolleyboll-sång, då med engelsk text,  Do it in the sand. Nordberg och Gottschalksen använde sig då av det gemensamma artistnamnet DeJa. Nordberg sjunger på inspelningen medan Gottschalksen pryder omslaget..   

## De första soloalbumen
Solodebuten Tiden Visar Vägen släpptes 1999 av Skarv/Norske gram. Albumet fick uppmärksamhet och låg på de lokala försäljningslistorna. 2005 släppte Nordberg  sitt andra soloalbum Slott i sanden på eget label, Hvilan Grammofon. 2008 gav West Audio Productions ut nyutgåvor av båda albumen.   

## Samarbetet med Vidar Johnsen
Hösten 2006 påbörjade Nordberg ett samarbete med den norska artisten Vidar Johnsen. Våren 2007 signerade de skivkontrakt med Sony Music och i september samma år släpptes deras platinasäljande debutalbum Ord og ögonblick vars två första singlar Den morgonen och Släck min törst nådde stora framgångar i Norge med topp-placeringar på Hit-40 och Norsktoppen. Duon nominerades till Spellemannprisen i kategorin Årets popgrupp. I oktober 2008 släpptes duons andra album Mål & Mening och ett år senare släpptes duons tredje album I ild og Vatten. Duons tre album producerades av Arvid Solvang och nådde höga placeringar på Norges försäljningslista, VG-lista. Duon värmde upp för Eagles på Stavanger stadion och medverkade med sin version av In my secret life på Leonard Cohen - The Scandinavian Report.  

## Tillbaka som soloartist
Hösten 2012 släppte Nordberg sitt tredje soloalbum, Här I Nord. På öppningsspåret "Jag vill vara som du"  gästar Peter Asplund på trumpet. Bland andra medverkande musiker hör vi Arne Skage, Rune Arnesen, Kjetil Dalland, Per Fjällström, Helge Sunde, Ola Swenson och Pablo Donaldo. Albumet mixades av John Whynot. I början av 2014 släpptes EP:n Hellre i det blå som mixades och producerades av Hans Ole Kristiansen i Studio 110, Stavanger, Norge. Sedan 2014 har Nordberg förutom konserter i Sverige och Norge också turnerat i USA.  
Nordbergs fjärde soloalbum, Om man inte är här, som släpptes i april 2016, var ett resultat av en framgångsrik crowdfunding-kampanj.

## Diskografi
- Tiden Visar Vägen, Album, (1999 Skarv/ Norske gram,2008 WAP)
- Slott I Sanden, Album, (2005 Hvilan Grammofon,2008 WAP)
- Ord og Ögonblick, Album, (2007 Columbia) med Vidar Johnsen
- Mål & Mening, Album, (2008 Columbia) med Vidar Johnsen
- I Ild Og Vatten, Album (2009 Sony music) med Vidar Johnsen
- Här I Nord, Album, (2012 Hvilan Grammofon)
- Hellre i det blå, EP, (2014 Hvilan Grammofon)
- Om du lämnar mig nu ger jag fan i hela solen, singel, (2014 Hvilan Grammofon)
- I början av september, singel, (2015 Hvilan Grammofon)
- Orden mellan raderna, singel, (2015 Hvilan Grammofon)
- Luft, singel, (2015 Hvilan Grammofon)
- Om man inte är här, Album (2016 Hvilan Grammofon)[14]
- Snön Faller, singel (2016 Hvilan Grammofon)[15]
- Serenad, EP (2017 Hvilan Grammofon)[16]
- Ensam hemma, singel (2017 Hvilan Grammfon)[16]
- Faller, singel (2017 Hvilan Grammofon)[16]
- Där var du, singel (2017 Hvilan Grammofon)[16]
- Vi är bara ord, Album (2018 Hvilan Grammofon)[16]

## Övriga samarbeten och produktioner
1999 - Do it in the sand, DeJa.
2009 - In my secret life, Cohen a Scandinavian Report.
2014 - A second chance for love, duett med norska artisten Anne Takle. 